# Joanna Pettet
Joanna Pettet (Londres, 16 de noviembre de 1942) es una actriz británica, retirada desde 1990.

## Carrera
Pettet nació como Joanna Jane Salmon en Westminster, Londres. Sus padres, Harold Nigel Edgerton Salmon, piloto de la Real Fuerza Aérea Británica fallecido en la Segunda Guerra Mundial, y Cecily J. Tremaine, se casaron en Chelsea, Londres en 1940. Después de la guerra, su madre se volvió a casar y se estableció en Canadá, donde la joven Joanna fue adoptada por su padrastro y tomó su apellido "Pettet". Cuando tenía 16 años se mudó a la ciudad de Nueva York. El columnista Walter Winchell la describió como «una adolescente de Canadá encantadora».
Estudió con Sanford Meisner en el Neighborhood Playhouse School of the Theatre y en el Lincoln Center, y debutó en Broadway en obras como Take Her, She's Mine, The Chinese Prime Minister y Poor Richard, con Alan Bates y Gene Hackman, antes de ser descubierta por el director Sidney Lumet para su adaptación cinematográfica en 1966 de la novela The Group de Mary McCarthy. El éxito de esa película impulsó su carrera, obteniendo papeles en The Night of the Generals (1967), interpretando a Mata Bond en la película Casino Royale (1967), Robbery (1967) con Stanley Baker, Blue (1968) con Terence Stamp y la comedia The Best House in London (1969).
En 1968, Pettet se casó con el actor estadounidense Alex Cord y dio a luz a un hijo 3 meses y medio después. El niño, Damien Zach recibió el apellido «Cord», sin embargo, su padre biológico era el actor británico Terence Stamp. Ella y Cord se divorciaron en 1989 después de 21 años de matrimonio.
El 8 de agosto de 1969, Pettet había almorzado en la casa de la actriz Sharon Tate, horas antes de los crímenes cometidos en dicha residencia por los miembros de la Familia de su líder Charles Manson.
Pettet también actuó en las series de televisión Banacek, McCloud, Mannix, Police Woman, Knight Rider y Murder, She Wrote.

## Años posteriores
Protagonizó junto a Jane Alexander y Franco Nero la película Dulce país de 1987, y su última actuación hasta la fecha fue en una «mala película de acción» llamada Terror in Paradise en 1990, producida por Roger Corman y su socio filipino Cirio Santiago. Durante la filmación en las Filipinas fue secuestrada por los rebeldes, liderados por Gregorio Honasan, intentando derrocar a Corazón Aquino, y logró escapar del hotel donde estaba recluida antes de huir del país. Para entonces, había perdido su entusiasmo por la actuación y decidió que era hora de retirarse con dignidad de la industria del entretenimiento.
El dolor por la muerte de su único hijo, Damien Zach, el 7 de julio de 1995, a la edad de 26 años, hizo que Pettet se retirara aún más de Hollywood. Durante un tiempo, vivió en un área remota de California hasta que se trasladó a Londres, donde fue compañera del actor Alan Bates, quien murió de cáncer de páncreas en Londres en 2003.
Joanna vive una vida tranquila pero plena fuera de Los Ángeles. Está muy dedicada a los animales y a la causa animalista.

## Filmografía
- The Group (1966)
- The Night of the Generals (1967)
- Casino Royale (1967)
- Robbery (1967)
- Blue (1968)
- The Best House in London (1969)
- To Catch a Pebble (1970)
- Pioneer Woman (1973)
- Welcome to Arrow Beach (1974)
- Sex and the Married Woman (1977)
- The Evil (1978)
- Othello, the Black Commando (1982)
- Double Exposure (1983)
- Sweet Country (1987)
- Terror in Paradise (1995)